# Louky v Jeníkově
Přírodní památka Louky v Jeníkově zahrnuje vlhké rašelinné louky jihovýchodně od obce Jeníkov asi pět kilometrů jihovýchodně od města Hlinsko. Oblast spravuje AOPK ČR – RP SCHKO Žďárské vrchy.

## Předmět ochrany
Předmětem ochrany je zachovalý komplex rostlinných společenstev vlhkých rašelinných luk, mokřadů a rákosin na místě bývalých rybníků pod obcí Jeníkov. Na území PP provádějí ochránci přírody ze Sdružení krajina v posledních letech pravidelné ruční kosení.

## Flóra
Na území PP se vyskytují mokřadní ostřicová společenstva rašelinných luk s rákosinami. Z chráněných rostlin se zde vyskytuje prstnatec májový (Dactylorhiza majalis), vachta trojlistá (Menyanthes trifoliata), ostřice Davallova (Carex davalliana), rosnatka okrouhlolistá (Drosera rotundifolia), suchopýrek alpský (Trichophorum alpinum) a další.
V rezervaci se vyskytuje také několik ohrožených mechů, například je zde jedna z největších populací druhu Paludella squarrosa v ČR, evropsky významný druh Hamatocaulis vernicosus a řada dalších vzácných mechů (např. Calliergon giganteum, Scorpidium cossonii).

## Fauna
Území PP je významným útočištěm obojživelníků, zejména žab. Z plazů se zde vyskytuje ještěrka živorodá (Zootoca vivipara) a zmije obecná (Vipera berus). Z ptáků zde hnízdí bekasina otavní (Gallinago gallinago), linduška luční (Anthus pratensis), hýl rudý (Carpodacus erythrinus), ťuhýk obecný (Lanius collurio) a v minulosti se v okolí vyskytoval i tetřívek obecný (Tetrao tetrix).

## Galerie

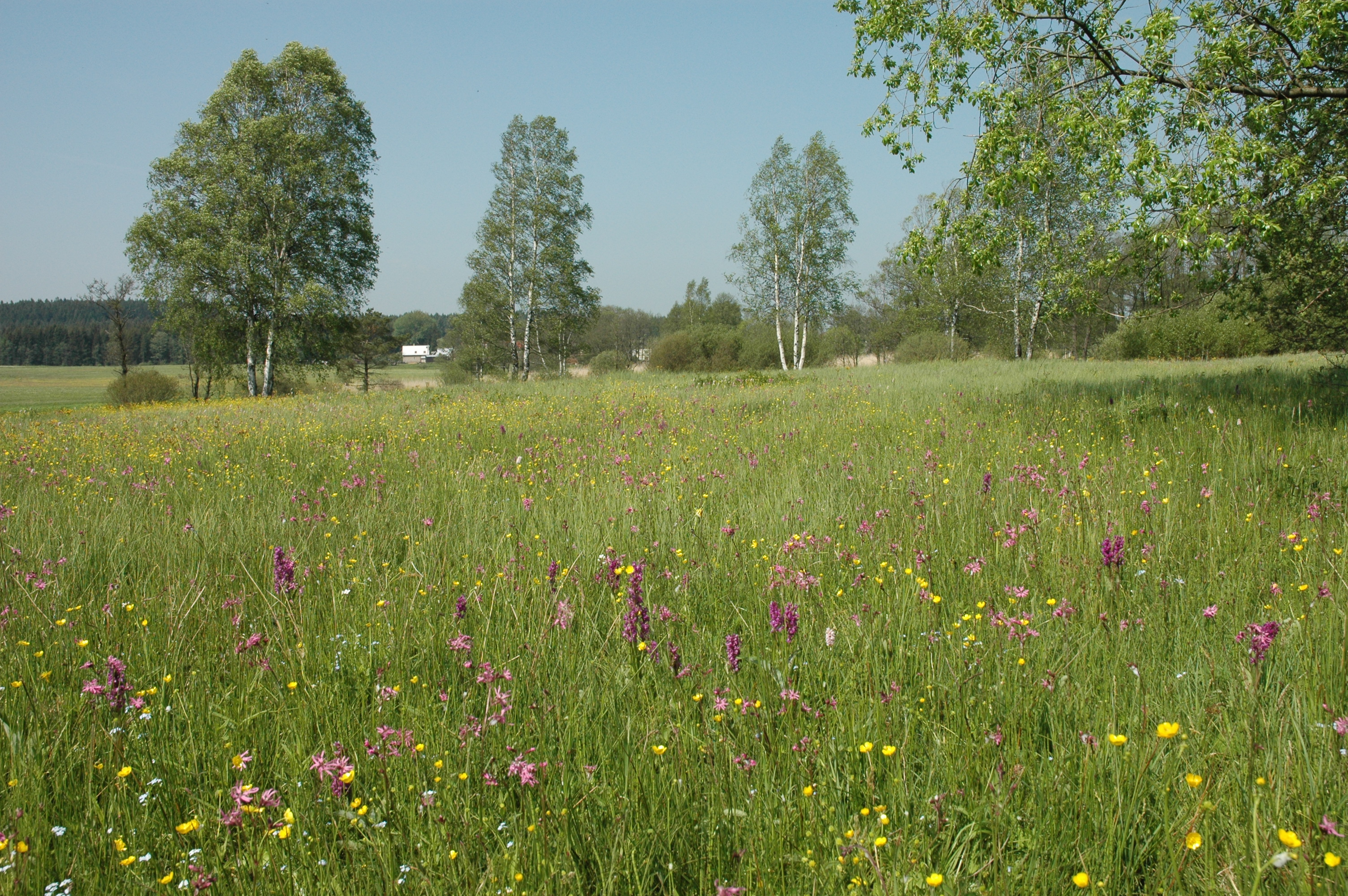
Pohled na rozkvetlou louku
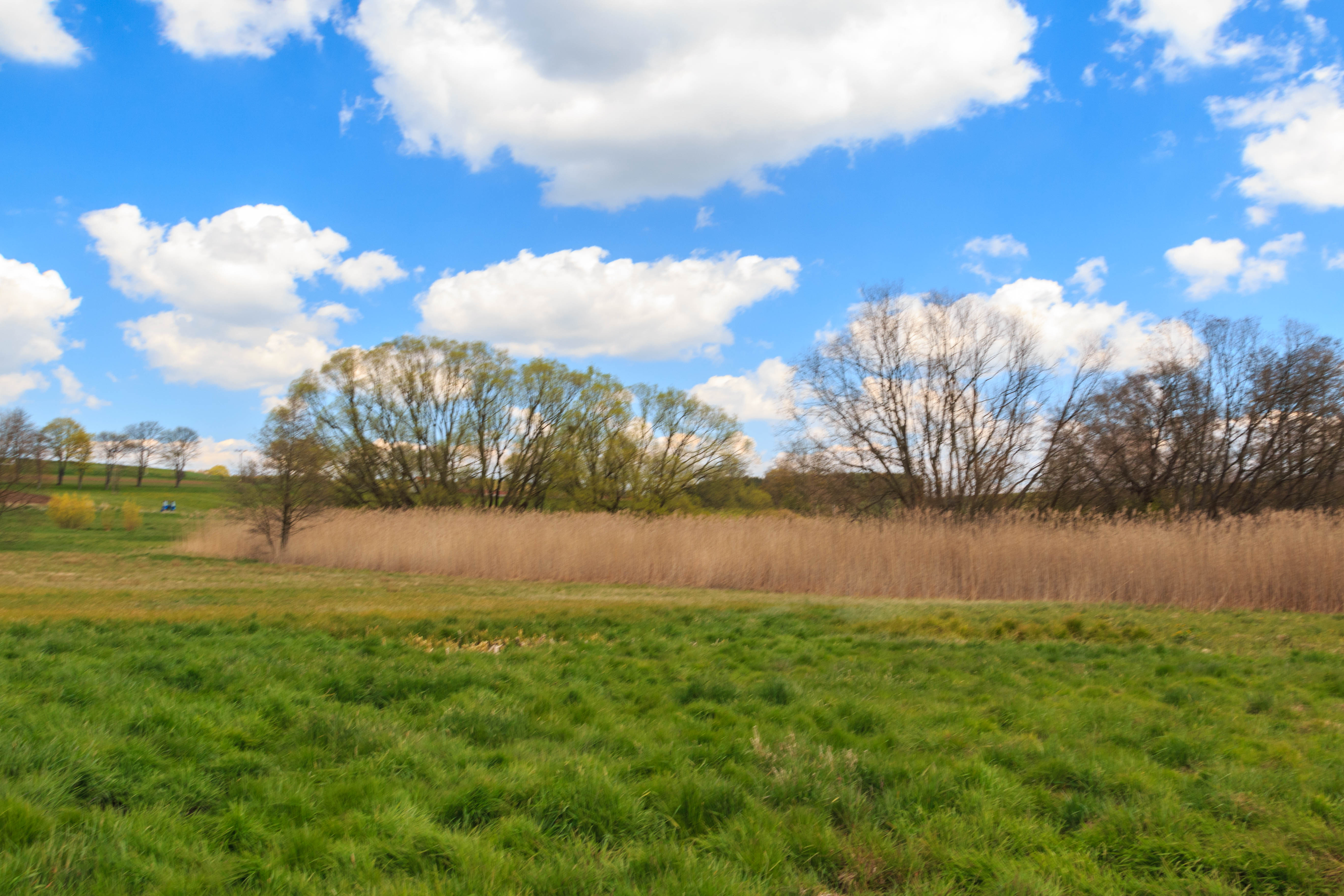
PP Louky v Jeníkově
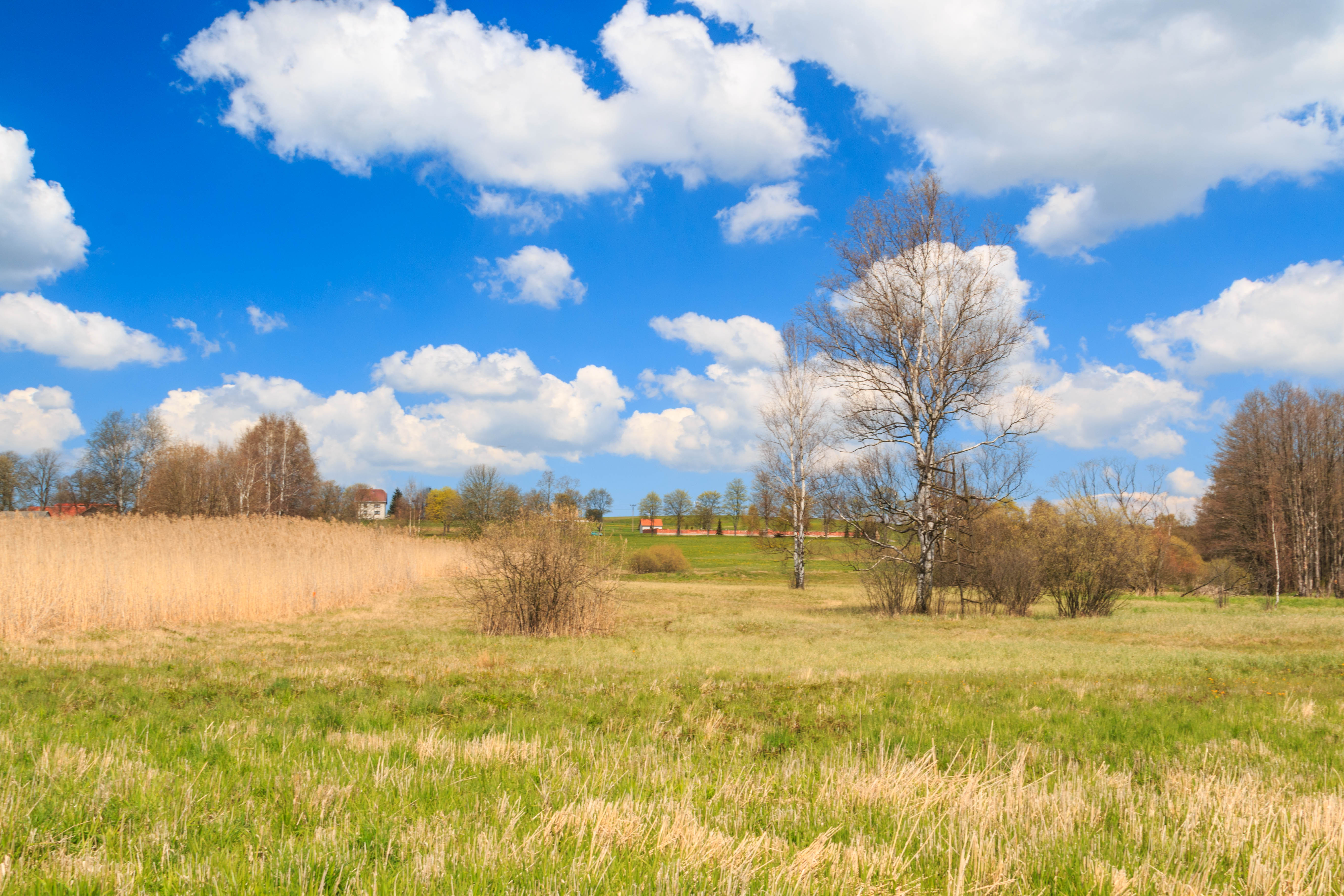
PP Louky v Jeníkově
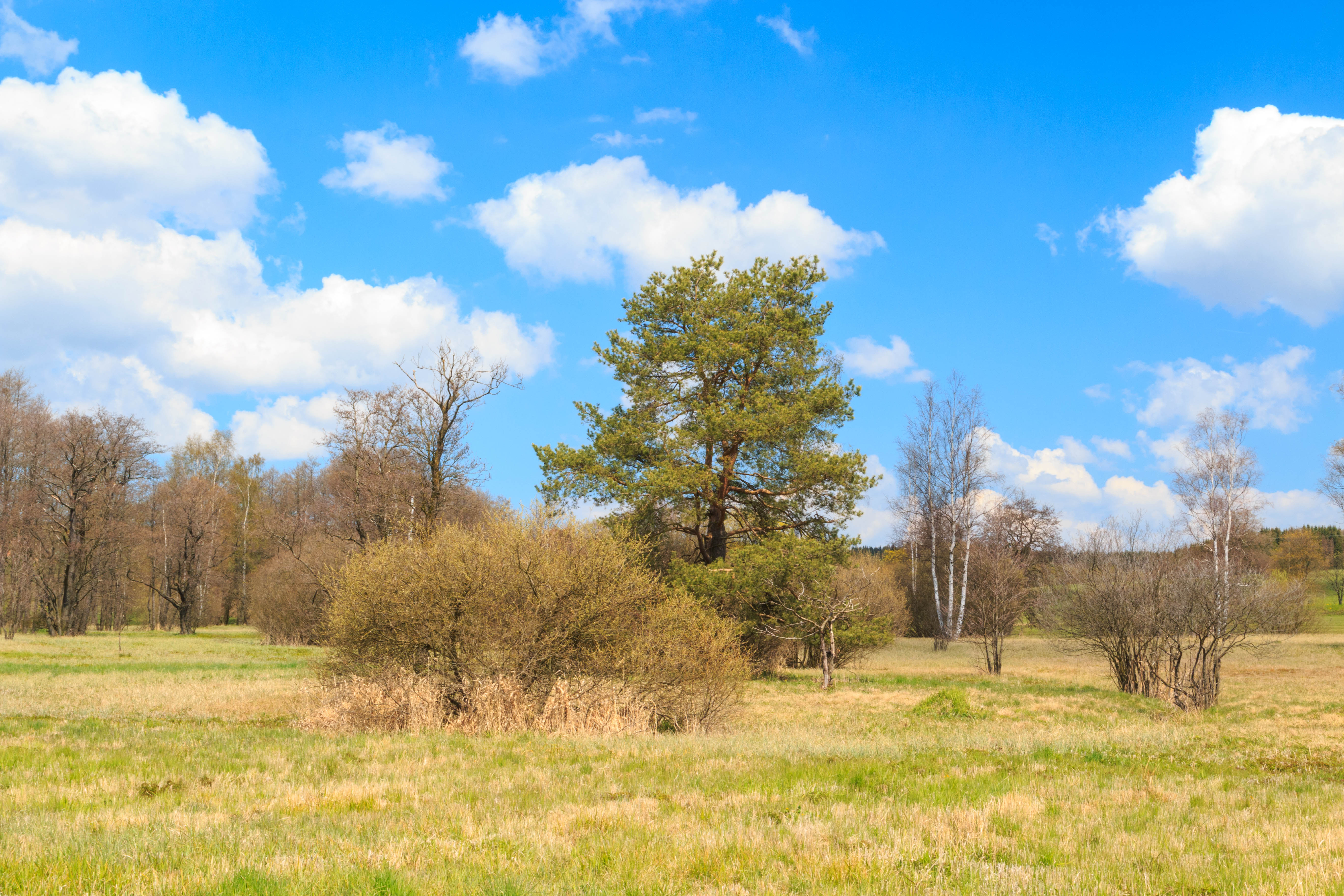
PP Louky v Jeníkově